# Shaolinklooster

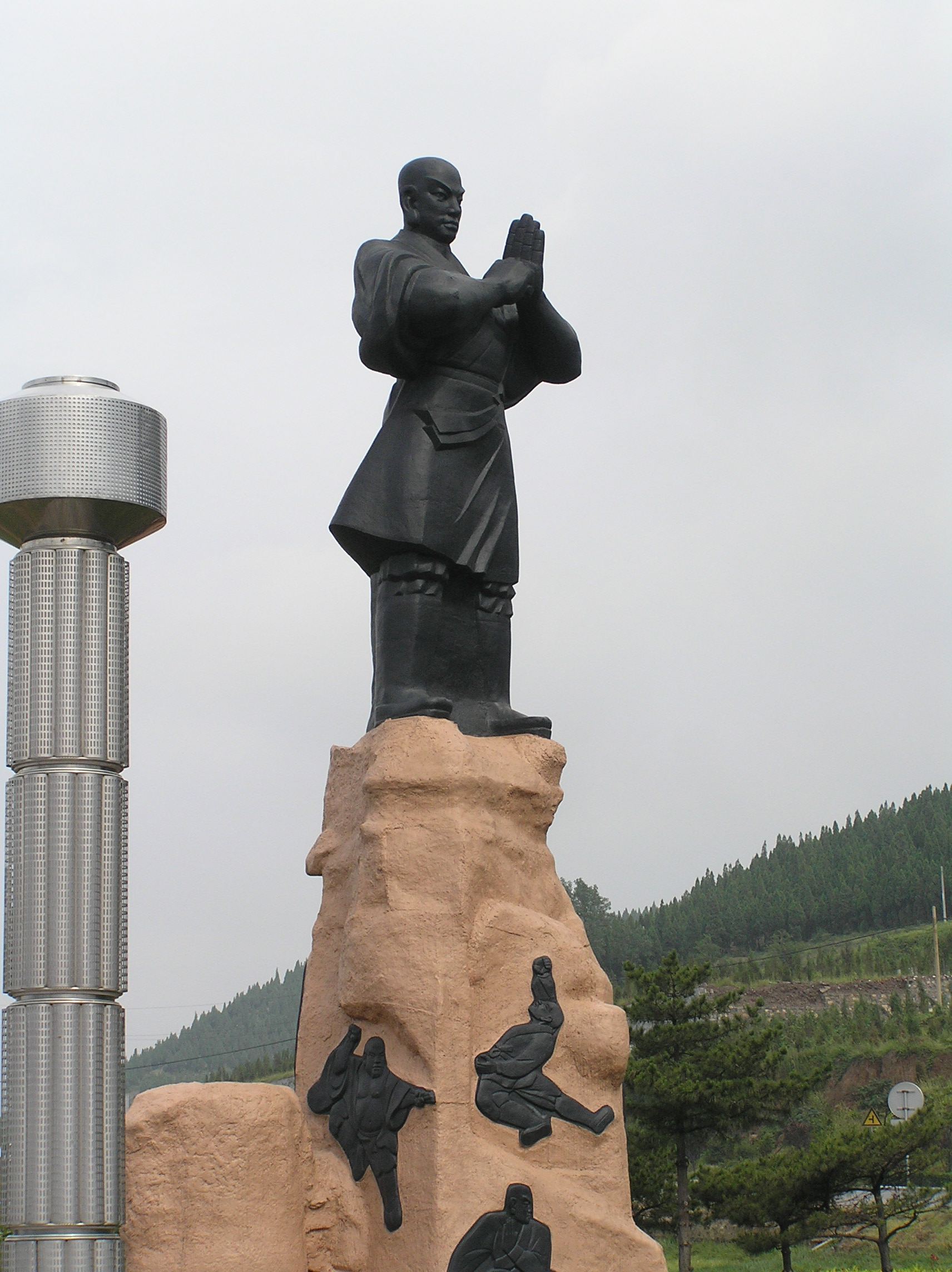
Standbeeld aan de ingang van een van de tempels

Shaolinkloosters of -tempels zijn Chinese boeddhistische tempels. Ze zijn beroemd vanwege hun lange associatie met de zelfverdedigingskunsten. De oorspronkelijke Shaolintempel werd gesticht tijdens de Noordelijke Wei-dynastie door Fang Lu-Hao en bevindt zich op een van China's vijf heilige bergen, de berg Song in de provincie Henan. Als men dé Shaolintempel of hét Shaolinklooster bedoelt, dan heeft men het over het Shaolinklooster bij Dengfeng.

## Geschiedenis
Het shào (少) in "Shaolin" refereert aan de berg Shaoshi (少室山), een deel van het gebergte Song Shan in Henan; het is op deze berg waar het klooster is gevestigd. Het woord lín (林) betekent "bos". Het woord sì of shao (寺) betekent "klooster/tempel". De taijiquan meester Zhang Zuyao vertaalde het woord "Shaolin" op incorrecte wijze als "jong bos" of soms als "klein bos". De eerste Shaolintempel werd gebouwd in 495 in Dengfeng en is een van de oudste boeddhistische tempels van China. Men veronderstelt dat het gebruikt werd om de Indiase monnik Batuo, de Chinese naam voor Buddhadhabra een onderkomen te bieden gedurende de 30 jaren dat hij het Hinayana-boeddhisme predikte in China.

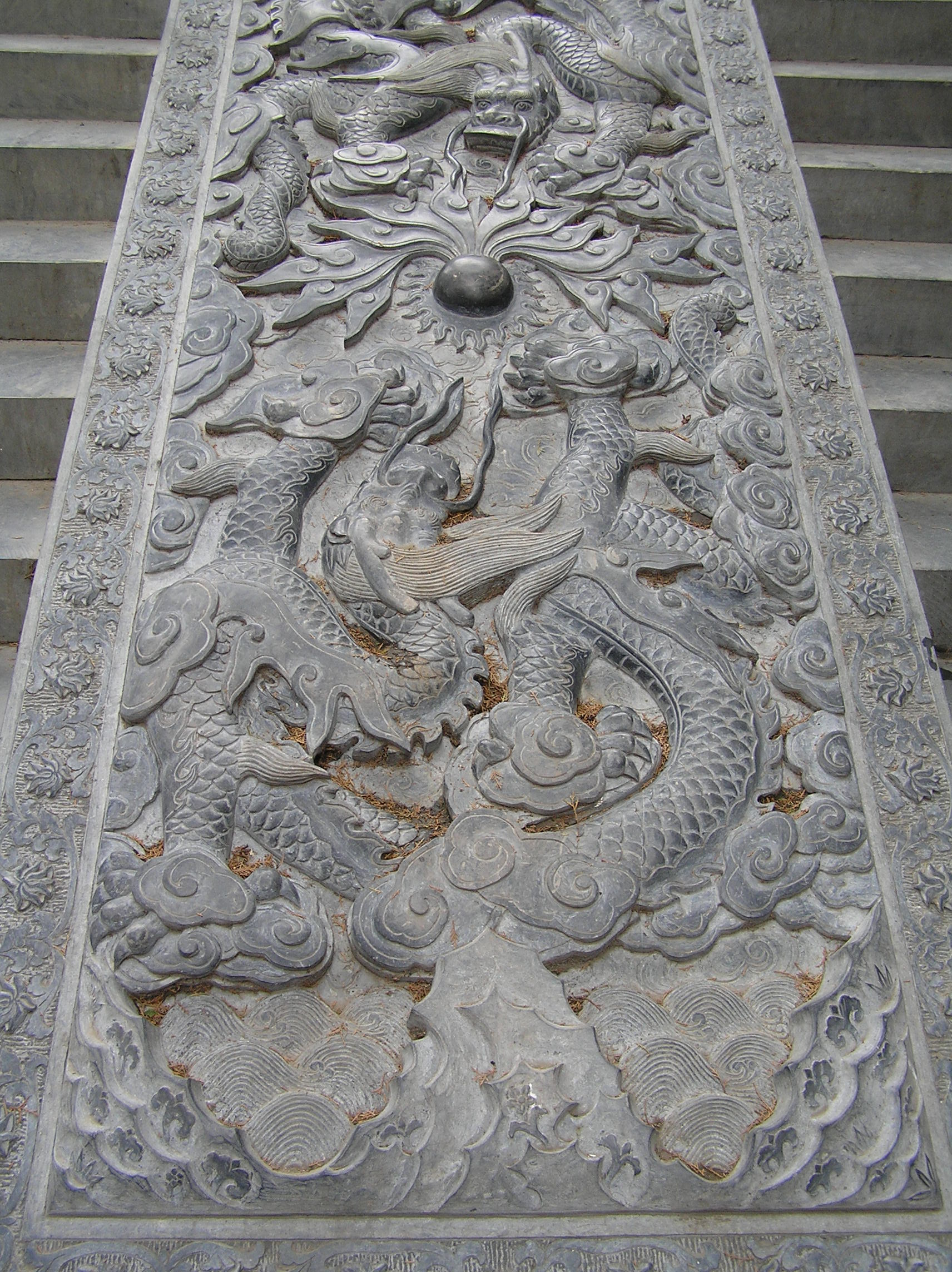
Reliëfsculptuur bij een Shaolintempel

Traditioneel ontwikkelden de Shaolinmonniken hun expertise in zelfverdedigingskunsten als antwoord op de aanvallen van bandieten, als een manier om lichamelijk in conditie te blijven en om mentale en fysieke discipline te krijgen. Shaolinmonniken reisden vaak veel door het land om het boeddhisme te prediken, en waren daardoor regelmatig het doelwit bij roofovervallen.
De bloeitijd van de tempel was tijdens de vroege Tang-dynastie (618-907). In de geschiedschrijving wordt verhaald dat Shaolinkrijgsmonniken het leven redden van de toekomstige keizer Li Shimin en hem bijstonden in zijn strijd tegen rebelse krachten. Toen hij eenmaal de troon bestegen had, vergrootte de dankbare keizer hun onroerend goed en gaf een aantal van hen toestemming verder te gaan met hun training als strijdmonniken. De kunsten van Shaolin bereikten hun top tijdens de Ming-dynastie (1368-1644), toen honderden Shaolinmonniken militaire status verwierven, en persoonlijk campagnes leidden tegen rebellen en Japanse bandieten. Tegen deze tijd hadden de Shaolintempels hun eigen unieke stijl van zelfverdedigingskunsten ontwikkeld, die bekend raakte als exemplarisch voor Chinese wushu.
De oorspronkelijke tempel werd vele malen geplunderd en herbouwd: de Mantsjoes vernietigden de oorspronkelijke gebouwen in 1647 en vermoordden bijna alle Shaolinmonniken aldaar. De Shaolintempel werd pas rond 1800 herbouwd. Een grote brand die in 1928 werd aangestoken door krijgsheer Shi Yousan vernietigde vele manuscripten van tempelbibliotheek die van onschatbare waarde waren. Deze manuscripten konden slechts gedeeltelijk op grond van nog overgebleven kennis van overlevende Shaolingroeperingen gereconstrueerd worden.
Door de eeuwen heen zijn er diverse Shaolin-afdelingen ontstaan met gebouwen in het hele land. Een van de beroemde was die van Fujian (bekend als de "Zuidelijke Shaolin"). Als gevolg hiervan werden duizenden seculiere bewegingen gesticht, die zich volledig aan het onderwijs in de zelfverdedigingskunsten wijdden, niet enkel in China, maar ook wereldwijd in gebieden met een grote Chinese gemeenschap.

### Bodhidarma
De Shaolinmonniken hingen het Chan-boeddhisme aan (dat later in Japan het zenboeddhisme werd) en Zuiver Land-boeddhisme. De bekendste naam die met Shaolin wordt geassocieerd is misschien die van Bodhidharma of Tamo. Van hem wordt gezegd dat hij een Indiase leraar van het boeddhisme was in de 5e en 6e eeuw. Volgens het verhaal werd Bodhidharma aanvankelijk de toegang tot de Shaolintempel geweigerd. Hij werd pas toegelaten nadat hij negen jaren lang tegenover een muur in de buurt had zitten mediteren, waardoor er uiteindelijk gaten in de muur brandden. Na de tempel binnen te zijn gegaan, trof Bodhidharma de monniken aan in een slechte conditie . Zij hadden hun leven lang enkel hadden geschriften bestudeerd. Daarom introduceerde hij een regime van oefeningen in de zelfverdedigingskunsten, waaruit later de kungfu voortkwam.
Hoewel hem traditioneel toegeschreven wordt als eerste het Chan-boeddhisme in China te hebben onderwezen, worden Bodhidharma's bijdragen aan de zelfverdedigingskunsten recentelijk in twijfel getrokken. Sommigen zeggen dat elementen van de spirituele inhoud van de zelfverdedigingskunsten die aan hem worden toegeschreven terug te vinden zijn in de leer van de boeddhistische tradities van de esoterische (Mi Tsung) en Yogacara (Wei Shih). Desondanks heeft Bodhidharma de status van culturele held verworven, eerst in China en later ook internationaal.
Diverse moderne schrijvers hebben gepoogd het gegeven dat de Shaolintempel de geboorteplaats was van de Shaolin Chan in diskrediet te brengen, maar deze pogingen zijn bekritiseerd omdat ze uit zouden gaan van speculatieve tekstkritiek en het uitsluiten van boeddhistische teksten en manuscripten.

## In populaire media
De bekendste vertegenwoordiging in de westerse cultuur van de Shaolintempel is de fictieve televisieserie Kung Fu, die gaat over een Shaolinmonnik die naar de Verenigde Staten is uitgeweken, en die regelmatig flashbacks heeft naar gebeurtenissen van zijn jeugd bij de Shaolintempel. Verder is de Shaolintempel een belangrijk gegeven in zeer veel kungfu-films. In de spellenreeks Mortal Kombat komen ook Shaolin voor, zoals Kung Lao en Liu Kang. Een spel van de reeks heet zelfs: Mortal Kombat: Shaolin monks.

## Shaolintempels
- Shaolintempel van de Berg Song
- Tempel van Hong Kong Shao Lin